# Pichação

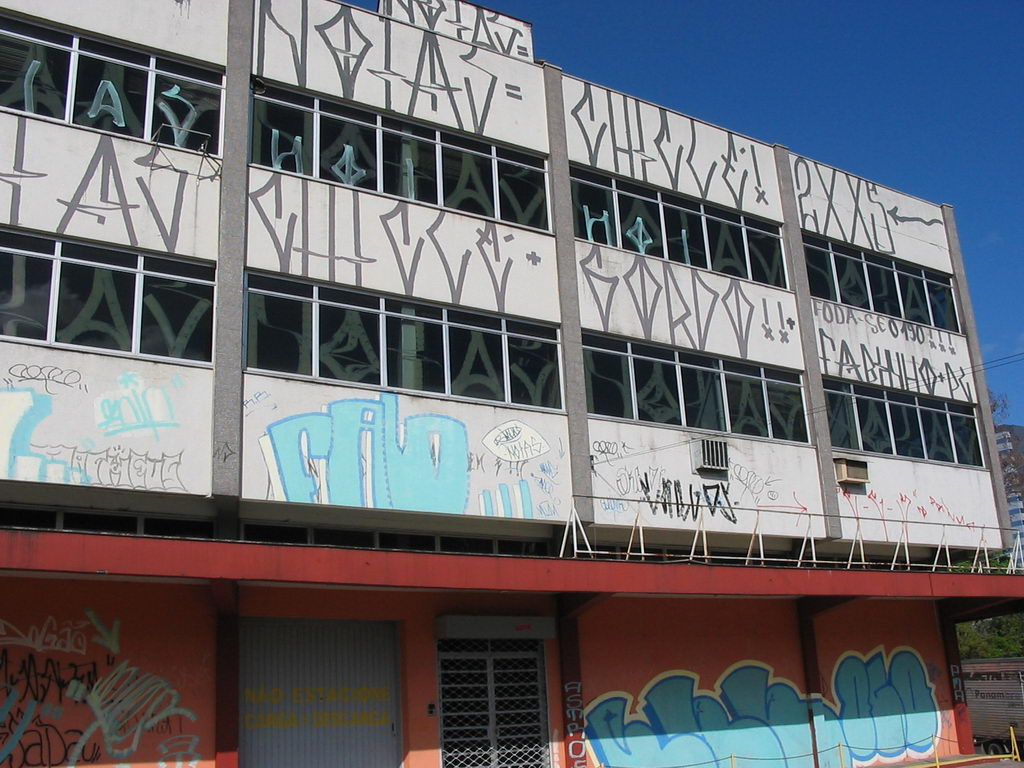
Exemple de pichação à São Paulo.

La pichação,, parfois orthographiée « pixação », est une forme de graffiti née à São Paulo dans les années 1960 et pratiquée presque exclusivement au Brésil. Le mouvement se distingue par deux dimensions essentielles : d'une part le style unique de son alphabet, d'autre part par le fait que les pichos sont peints sur des points élevés et inaccessibles ; c'est un enjeu bien plus important que dans le graffiti occidental. Les pichadores ne revendiquent pas l'esthétique : l'illégalité, la performance, la prise de risque et la violence prévalent sur la dimension plastique.

## La typographie

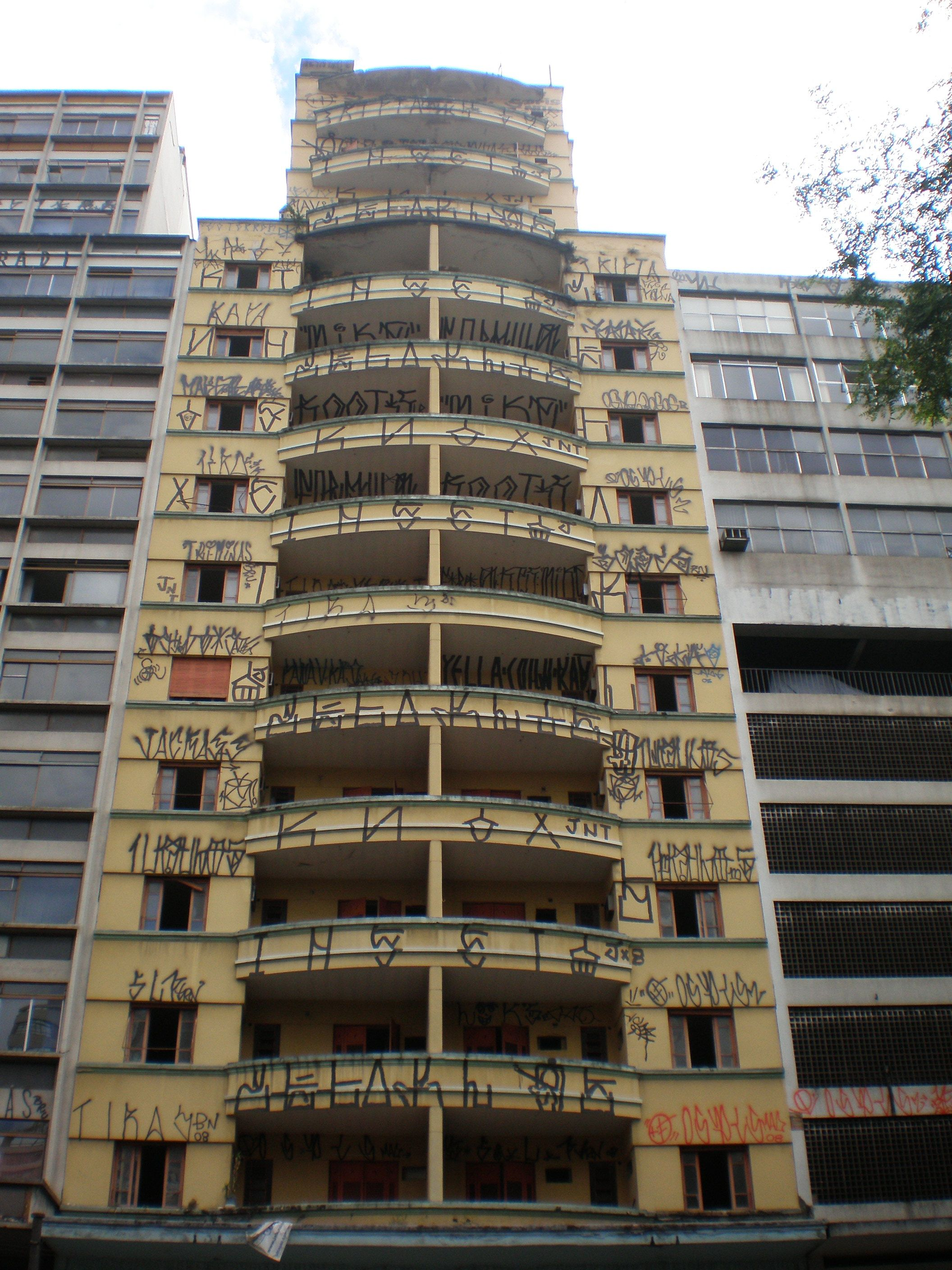
Immeuble couvert de pichação à São Paulo.

Les lettres de l'alphabet utilisé par les pichadores ont un style rectiligne, vertical, qui rappelle les runes des anciens peuples scandinaves,. La forme des lettres s'inspire de celles de l'alphabet latin, utilisé au Brésil, mais s'en détache par un travail stylistique sur l'allure de la lettre. De même que pour la plupart des tags, le profane n'est pas capable de lire le picho. À l'inverse, certains enfants des rues de São Paulo ne lisent pas le portugais mais savent déchiffrer les pichos.
La raison du développement de cet alphabet tient aux conditions dans lesquelles la pichação est exercée. D'une part les acrobaties auxquelles se livrent leurs auteurs exigent certaines géométries, d'autre part l'utilisation de la peinture au rouleau est facilitée par un tracé angulaire, un style aiguisé.

## Les supports
La pichação est pratiquée sur tous les supports que l'on connaît en Europe et en Amérique du Nord, mais elle a également envahi les façades des immeubles de São Paulo. Accéder au milieu des façades est particulièrement dangereux et nécessite de maîtriser l'escalade en milieu urbain, en l'absence de tout équipement de sécurité. Une autre des spécialités des équipes de pichadores est la construction d'échelles humaines, qui permet d'écrire à plusieurs mètres de hauteur sans aucun matériel lorsque le mur n'offre aucune possibilité d'escalade.

### Note
1. ↑  Voir l'article Escalade en solo intégral.